# Comuna Bile, Volodîmîreț
Bile (în ucraineană Біле) este o comună în raionul Volodîmîreț, regiunea Rivne, Ucraina, formată din satele Bile (reședința), Mali Telkovîci și Novosilkî.

## Demografie
Componența lingvistică a comunei Bile
     Ucraineană (99,93%)
     Alte limbi (0,07%)
Conform recensământului din 2001, majoritatea populației comunei Bile era vorbitoare de ucraineană (99,93%), existând în minoritate și vorbitori de alte limbi.